# Лі Сон Гюн
У цьому корейському імені прізвище (Лі) стоїть перед особовим ім'ям.
Лі Сон Гюн (кор. 이선균, 李善均; нар. 2 березня 1975, Сеул, Південна Корея, пом. 27 грудня 2023, там же) — південнокорейський актор.

## Кар'єра
Лі Сон Гюн народився в Сеулі 2 березня 1975 року. Найбільшу міжнародну популярність йому принесла роль в оскароносній чорній комедії Пон Чжун Хо «Паразити» (2019), за яку він отримав премію Гільдії кіноакторів США. Він отримав кілька інших нагород, зокрема номінацію на Міжнародну премію «Еммі».
Почавши свою кар'єру в музичному театрі, Лі багато років грав на екрані другорядні та допоміжні ролі, а головні ролі виконував лише в одноактних драмах на каналах KBS Drama City та MBC Best Theatre. В одному з таких проєктів він співпрацював із телережисером Лі Юн Чжуном у «Національному селі Тхереун» (2005), а потім отримав роль у його наступному серіалі «Кавовий принц» (2007). «Кавовий принц», а також медична драма «За білою вежею» (2007) принесли Лі національну популярність, за якою з'явилися подальші фільми та серіали, серед яких «Паста» (2010), «Золотий час» (2012) і «Мій лорд» (2018).
Тим часом на великому екрані він здобув нагороду за найкращу чоловічу роль на Міжнародному кінофестивалі в Лас-Пальмас-де-Гран-Канарія за роль у фільмі «Паджу» (2009), а також отримав визнання критиків за кримінальний трилер «Безпорадний» (2012), романтичну комедію «Все про мою дружину» (2012) та кримінальну/чорну комедію «Важкий день» (2014). Лі також продовжує співпрацювати з режисером Хон Сан Су, і серед його художніх фільмів з Хон — «Ніч і день» (2008), «Фільм Окі» (2010) та «Нічийна донька Хьойвон» (2013).
27 грудня 2023 року Лі був знайденим мертвим у власному автомобілі, причиною смерті стало самогубство. На момент смерті Лі перебував під слідством за підозрою у вживанні наркотиків.